# Xã Monona, Quận Clayton, Iowa
Xã Monona (tiếng Anh: Monona Township) là một xã thuộc quận Clayton, tiểu bang Iowa, Hoa Kỳ. Năm 2010, dân số của xã này là 2.225 người.